# Open di Francia 2020
L'Open di Francia 2020 (conosciuto anche come Roland Garros) è stato un torneo di tennis giocato sulla terra rossa. Si è trattato della 119ª edizione dell'Open di Francia e la seconda prova del Grande Slam del 2020. Si è giocato allo Stade Roland Garros di Parigi, in Francia, dal 27 settembre all'11 ottobre 2020. I detentori del titolo del singolare maschile e femminile erano rispettivamente lo spagnolo Rafael Nadal e l'australiana Ashleigh Barty. Barty ha deciso di non partecipare al torneo a seguito della situazione sanitaria imposta dalla pandemia di COVID-19 in corso durante il torneo, mentre Nadal ha preso parte alla competizione.
Il torneo, inizialmente previsto dal 24 maggio al 7 giugno 2020, è stato posticipato a causa della pandemia stessa, facendolo diventare il terzo e ultimo torneo del Grande Slam dell'anno dopo gli Australian Open, gli US Open, e la cancellazione dell'edizione annuale del torneo di Wimbledon
La pandemia ha inoltre imposto la cancellazione del torneo di doppio misto.
Così come per gli altri tornei disputati dopo la pandemia i giocatori potevano solo guadagnare punti e non perderli, infatti il punteggio è stato aggiornato solo in caso di miglioramento del risultato ottenuto l'anno precedente.
Lo spagnolo Rafael Nadal si è riconfermato campione nel singolare maschile per la tredicesima volta, la quarta consecutiva, mentre la polacca Iga Świątek ha vinto il torneo femminile per la prima volta all'età di 19 anni.

## Torneo

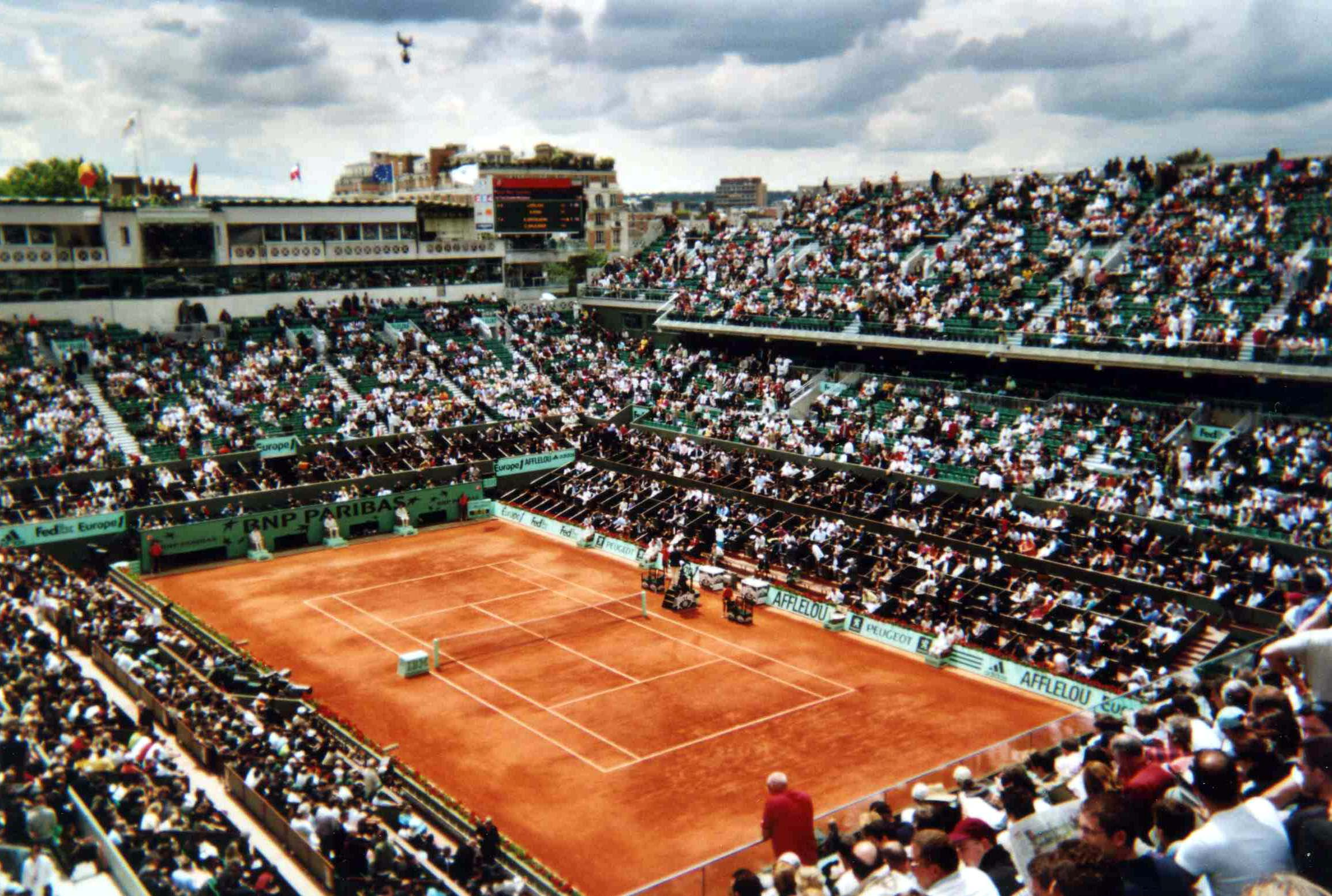
Il Philippe Chatrier dove si giocheranno le finali dell'Open di Francia

L'evento è stato organizzato dalla International Tennis Federation (ITF), e faceva parte dell'ATP Tour 2020 e del WTA Tour 2020 sotto la categoria Grande Slam. Il torneo comprendeva il singolare (maschile, femminile) e il doppio (maschile, femminile). Si sono disputati anche i tornei di singolare e doppio per ragazze e ragazzi (giocatori under 18), e i tornei di singolare e doppio in carrozzina.
Il torneo si è giocato su ventidue campi in terra rossa, inclusi i tre campi principali: Court Philippe Chatrier, Court Suzanne Lenglen e Court Simonne-Mathieu.

## Teste di serie nel singolare
| Legenda colori              |
| Vincitore                   |
| Finalista                   |
| Semifinalista               |
| Quarti di finale            |
| Eliminati al 1T, 2T, 3T, 4T |

### Singolare maschile
Le teste di serie maschili sono state assegnate seguendo la classifica ATP al 21 settembre 2020.
Nella tabella sottostante ranking e punteggio precedente al 27 settembre 2020.
| Tds | Rank | Giocatore             | Punteggio precedente | Punti da difendere | Punti conquistati | Nuovo punteggio | Situazione                                   |
| --- | ---- | --------------------- | -------------------- | ------------------ | ----------------- | --------------- | -------------------------------------------- |
| 1   | 1    | Novak Đoković         | 11.260               | 720                | 1.200             | 11.740          | Sconfitto in finale da Rafael Nadal [2]      |
| 2   | 2    | Rafael Nadal          | 9.850                | 2.000              | 2.000             | 9.850           | Vittoria in finale contro Novak Đoković [1]  |
| 3   | 3    | Dominic Thiem         | 9.125                | 1.200              | 360               | 9.125           | Eliminato ai QF da Diego Schwartzman [12]    |
| 4   | 5    | Daniil Medvedev       | 5.890                | 10                 | 10                | 5.890           | Eliminato al 1°T da Márton Fucsovics         |
| 5   | 6    | Stefanos Tsitsipas    | 5.175                | 180                | 720               | 5.715           | Eliminato in SF da Novak Đoković [1]         |
| 6   | 7    | Alexander Zverev      | 4.650                | 360                | 180               | 4.650           | Eliminato al 4°T da Jannik Sinner            |
| 7   | 8    | Matteo Berrettini     | 3.030                | 45                 | 90                | 3.075           | Eliminato al 3°T da Daniel Altmaier (Q)      |
| 8   | 9    | Gaël Monfils          | 2.860                | 180                | 10                | 2.860           | Eliminato al 1°T da Aleksandr Bublik         |
| 9   | 11   | Denis Shapovalov      | 2.660                | 10                 | 45                | 2.695           | Eliminato al 2°T da Roberto Carballés Baena  |
| 10  | 10   | Roberto Bautista Agut | 2.665                | 90                 | 90                | 2.665           | Eliminato al 3°T da Pablo Carreño Busta [17] |
| 11  | 12   | David Goffin          | 2.555                | 90                 | 10                | 2.555           | Eliminato al 1°T da Jannik Sinner            |
| 12  | 13   | Diego Schwartzman     | 2.505                | 45                 | 720               | 3.180           | Eliminato in SF da Rafael Nadal [2]          |
| 13  | 14   | Andrej Rublëv         | 2.414                | 0                  | 360               | 2.774           | Eliminato ai QF da Stefanos Tsitsipas [5]    |
| 14  | 15   | Fabio Fognini         | 2.400                | 180                | 10                | 2.400           | Eliminato al 1°T da Michail Kukuškin         |
| 15  | 16   | Karen Chačanov        | 2.200                | 360                | 180               | 2.200           | Eliminato al 4°T da Novak Đoković [1]        |
| 16  | 17   | Stan Wawrinka         | 2.185                | 360                | 90                | 2.185           | Eliminato al 3°T da Hugo Gaston (WC)         |
| 17  | 18   | Pablo Carreño Busta   | 2.130                | 90                 | 360               | 2.400           | Eliminato ai QF da Novak Đoković [1]         |
| 18  | 20   | Grigor Dimitrov       | 2.055                | 90                 | 180               | 2.145           | Eliminato al 4°T da Stefanos Tsitsipas [5]   |
| 19  | 22   | Félix Auger-Aliassime | 1.976                | 0                  | 10                | 1.986           | Eliminato al 1°T da Yoshihito Nishioka       |
| 20  | 19   | Cristian Garín        | 2.090                | 45                 | 90                | 2.135           | Eliminato al 3°T da Karen Chačanov [15]      |
| 21  | 23   | John Isner            | 1.805                | 0                  | 45                | 1.850           | Eliminato al 2°T da Sebastian Korda (Q)      |
| 22  | 24   | Dušan Lajović         | 1.785                | 90                 | 45                | 1.785           | Eliminato al 2°T da Kevin Anderson (PR)      |
| 23  | 26   | Benoît Paire          | 1.738                | 180                | 45                | 1.738           | Eliminato al 2°T da Federico Coria           |
| 24  | 27   | Borna Ćorić           | 1.670                | 180                | 10                | 1.670           | Eliminato al 1°T da Norbert Gombos           |
| 25  | 28   | Alex de Minaur        | 1.665                | 45                 | 10                | 1.665           | Eliminato al 1°T da Marco Cecchinato (Q)     |
| 26  | 29   | Filip Krajinović      | 1.628                | 90                 | 10                | 1.628           | Eliminato al 1°T da Nikola Milojević (Q)     |
| 27  | 30   | Taylor Fritz          | 1.625                | 45                 | 90                | 1.670           | Eliminato al 3°T da Lorenzo Sonego           |
| 28  | 25   | Casper Ruud           | 1.739                | 90                 | 90                | 1.739           | Eliminato al 3°T da Dominic Thiem [3]        |
| 29  | 31   | Hubert Hurkacz        | 1.468                | 10                 | 10                | 1.468           | Eliminato al 1°T da Tennys Sandgren          |
| 30  | 32   | Jan-Lennard Struff    | 1.450                | 180                | 45                | 1.450           | Eliminato al 2°T da Daniel Altmaier (Q)      |
| 31  | 33   | Nikoloz Basilašvili   | 1.395                | 10                 | 10                | 1.395           | Eliminato al 1°T da Thiago Monteiro          |
| 32  | 34   | Daniel Evans          | 1.384                | 10                 | 10                | 1.384           | Eliminato al 1°T da Kei Nishikori            |
| N/A | 76   | Jannik Sinner         | 788                  | 0                  | 360               | 1.148           | Eliminato ai QF da Rafael Nadal [2]          |

#### Teste di serie ritirate
| Rank | Giocatore     | Punteggio precedente | Punti da difendere | Nuovo punteggio | Motivo ritiro                  |
| ---- | ------------- | -------------------- | ------------------ | --------------- | ------------------------------ |
| 4    | Roger Federer | 6.630                | 720                | 6.630           | Operazione al ginocchio destro |
| 21   | Milos Raonic  | 2.040                | 0                  | 2.040           |                                |

### Singolare femminile
Le teste di serie femminili sono state assegnate seguendo la classifica WTA al 21 settembre 2020.
Nella tabella sottostante ranking e punteggio precedente al 27 settembre 2020.
| Tds | Rank | Giocatrice             | Punteggio precedente | Punti da difendere | Punti conquistati | Nuovo punteggio | Situazione                                         |
| --- | ---- | ---------------------- | -------------------- | ------------------ | ----------------- | --------------- | -------------------------------------------------- |
| 1   | 2    | Simona Halep           | 7.255                | 430                | 240               | 7.255           | Eliminata al 4°T da Iga Świątek                    |
| 2   | 4    | Karolína Plíšková      | 5.205                | 130                | 70                | 5.205           | Eliminata al 2°T da Jeļena Ostapenko               |
| 3   | 5    | Elina Svitolina        | 4.960                | 130                | 430               | 5.260           | Eliminata ai QF da Nadia Podoroska (Q)             |
| 4   | 6    | Sofia Kenin            | 4.700                | 240                | 1.300             | 5.760           | Sconfitta in Finale da Iga Świątek                 |
| 5   | 8    | Kiki Bertens           | 4.335                | 70                 | 240               | 4.505           | Eliminata al 4°T da Martina Trevisan (Q)           |
| 6   | 9    | Serena Williams        | 4.080                | 130                | 70                | 4.080           | Ritirata al 2°T contro Cvetana Pironkova (WC)      |
| 7   | 11   | Petra Kvitová          | 3.736                | 0                  | 780               | 4.516           | Eliminata in SF da Sofia Kenin [4]                 |
| 8   | 12   | Aryna Sabalenka        | 3.615                | 70                 | 130               | 3.675           | Eliminata al 3°T da Ons Jabeur [30]                |
| 9   | 13   | Johanna Konta          | 3.152                | 780                | 10                | 3.152           | Eliminata al 1°T da Cori Gauff                     |
| 10  | 14   | Viktoryja Azaranka     | 3.122                | 70                 | 70                | 3.122           | Eliminata al 2°T da Anna Karolína Schmiedlová (PR) |
| 11  | 15   | Garbiñe Muguruza       | 3.016                | 240                | 130               | 3.016           | Eliminata al 3°T da Danielle Collins               |
| 12  | 16   | Madison Keys           | 2.962                | 430                | 10                | 2.962           | Eliminata al 1°T da Zhang Shuai                    |
| 13  | 17   | Petra Martić           | 2.850                | 430                | 130               | 2.850           | Eliminata al 3°T da Laura Siegemund                |
| 14  | 18   | Elena Rybakina         | 2.666                | 40                 | 70                | 2.696           | Eliminata al 2°T da Fiona Ferro                    |
| 15  | 19   | Markéta Vondroušová    | 2.538                | 1.300              | 10                | 2.538           | Eliminata al 1°T da Iga Świątek                    |
| 16  | 20   | Elise Mertens          | 2.490                | 130                | 130               | 2.490           | Eliminata al 3°T da Caroline Garcia                |
| 17  | 21   | Anett Kontaveit        | 2.330                | 10                 | 10                | 2.330           | Eliminata al 1°T da Caroline Garcia                |
| 18  | 22   | Angelique Kerber       | 2.271                | 10                 | 10                | 2.271           | Eliminata al 1°T da Kaja Juvan                     |
| 19  | 23   | Alison Riske           | 2.256                | 10                 | 10                | 2.256           | Eliminata al 1°T da Julia Görges                   |
| 20  | 24   | Maria Sakkarī          | 2.240                | 70                 | 130               | 2.300           | Eliminata al 3°T da Martina Trevisan (Q)           |
| 21  | 25   | Jennifer Brady         | 2.165                | 70                 | 10                | 2.165           | Eliminata al 1°T da Clara Tauson (Q)               |
| 22  | 26   | Karolína Muchová       | 1.982                | 70                 | 10                | 1.982           | Eliminata al 1°T da Christina McHale               |
| 23  | 27   | Julija Putinceva       | 1.955                | 10                 | 70                | 2.025           | Eliminata al 2°T da Nadia Podoroska (Q)            |
| 24  | 28   | Dajana Jastrems'ka     | 1.925                | 10                 | 10                | 1.925           | Eliminata al 1°T da Dar'ja Gavrilova (PR)          |
| 25  | 29   | Amanda Anisimova       | 1.905                | 780                | 130               | 1.905           | Eliminata al 3°T da Simona Halep [1]               |
| 26  | 30   | Donna Vekić            | 1.880                | 240                | 10                | 1.650           | Eliminata al 1°T da Irina Bara (Q)                 |
| 27  | 31   | Ekaterina Aleksandrova | 1.775                | 130                | 130               | 1.775           | Eliminata al 3°T da Elina Svitolina [3]            |
| 28  | 33   | Svetlana Kuznecova     | 1.631                | 10                 | 10                | 1.631           | Eliminata al 1°T da Anastasija Pavljučenkova       |
| 29  | 35   | Sloane Stephens        | 1.573                | 430                | 70                | 1.573           | Eliminata al 2°T da Paula Badosa                   |
| 30  | 36   | Ons Jabeur             | 1.573                | 10                 | 240               | 1.803           | Eliminata al 4°T da Danielle Collins               |
| 31  | 34   | Magda Linette          | 1.602                | 70                 | 10                | 1.602           | Eliminata al 1°T da Leylah Fernandez               |
| 32  | 37   | Barbora Strýcová       | 1.570                | 10                 | 70                | 1.640           | Eliminata al 2°T da Barbora Krejčíková             |
| N/A | 54   | Iga Świątek            | 1.200                | 240                | 2.000             | 2.960           | Vittoria in Finale contro Sofia Kenin [4]          |
| N/A | 57   | Danielle Collins       | 1.115                | 70                 | 430               | 1.475           | Eliminata ai QF da Sofia Kenin [4]                 |
| N/A | 66   | Laura Siegemund        | 971                  | 70                 | 430               | 1.331           | Eliminata ai QF da Petra Kvitová [7]               |
| N/A | 131  | Nadia Podoroska        | 545                  | 0                  | 780               | 1.325           | Eliminata in SF da Iga Świątek                     |
| N/A | 159  | Martina Trevisan       | 429                  | 20                 | 430               | 839             | Eliminata ai QF da Iga Świątek                     |

#### Teste di serie ritirate
| Rank | Giocatrice       | Punteggio precedente | Punti da difendere | Nuovo punteggio | Motivo ritiro                   |
| ---- | ---------------- | -------------------- | ------------------ | --------------- | ------------------------------- |
| 1    | Ashleigh Barty   | 8.717                | 2.000              | 8.717           | Situazione sanitaria globale    |
| 3    | Naomi Ōsaka      | 5.780                | 130                | 5.780           | Infortunio al bicipite femorale |
| 7    | Bianca Andreescu | 4.555                | 70                 | 4.555           | Infortunio al ginocchio         |
| 10   | Belinda Bencic   | 4.010                | 130                | 4.010           | Infortunio al braccio destro    |
| 32   | Wang Qiang       | 1.706                | 70                 | 1.706           | Situazione sanitaria globale    |

## Teste di serie nel doppio
| Legenda colori          |
| Vincitori               |
| Finalisti               |
| Semifinalisti           |
| Quarti di finale        |
| Eliminati al 1T, 2T, 3T |

### Doppio maschile
| Coppia                | Coppia                 | Rank1 | Tds |
| --------------------- | ---------------------- | ----- | --- |
| Juan Sebastián Cabal  | Robert Farah           | 3     | 1   |
| Marcel Granollers     | Horacio Zeballos       | 10    | 2   |
| Rajeev Ram            | Joe Salisbury          | 11    | 3   |
| Łukasz Kubot          | Marcelo Melo           | 16    | 4   |
| Ivan Dodig            | Filip Polášek          | 22    | 5   |
| Pierre-Hugues Herbert | Nicolas Mahut          | 28    | 6   |
| Mate Pavić            | Bruno Soares           | 29    | 7   |
| Kevin Krawietz        | Andreas Mies           | 33    | 8   |
| Wesley Koolhof        | Nikola Mektić          | 34    | 9   |
| Raven Klaasen         | Oliver Marach          | 39    | 10  |
| John Peers            | Michael Venus          | 41    | 11  |
| Jean-Julien Rojer     | Horia Tecău            | 43    | 12  |
| Jamie Murray          | Neal Skupski           | 53    | 13  |
| Jérémy Chardy         | Fabrice Martin         | 55    | 14  |
| Jürgen Melzer         | Édouard Roger-Vasselin | 55    | 15  |
| Austin Krajicek       | Franko Škugor          | 70    | 16  |

- 1 Ranking al 21 settembre 2020.

### Doppio femminile
| Coppia               | Coppia                | Rank1 | Tds |
| -------------------- | --------------------- | ----- | --- |
| Hsieh Su-wei         | Barbora Strýcová      | 3     | 1   |
| Tímea Babos          | Kristina Mladenovic   | 7     | 2   |
| Elise Mertens        | Aryna Sabalenka       | 11    | 3   |
| Barbora Krejčíková   | Kateřina Siniaková    | 19    | 4   |
| Gabriela Dabrowski   | Jeļena Ostapenko      | 27    | 5   |
| Květa Peschke        | Demi Schuurs          | 28    | 6   |
| Shūko Aoyama         | Ena Shibahara         | 46    | 7   |
| Veronika Kudermetova | Zhang Shuai           | 48    | 8   |
| Sofia Kenin          | Bethanie Mattek-Sands | 53    | 9   |
| Hayley Carter        | Luisa Stefani         | 64    | 10  |
| Lucie Hradecká       | Andreja Klepač        | 65    | 11  |
| Laura Siegemund      | Vera Zvonarëva        | 77    | 12  |
| Viktória Kužmová     | Kristýna Plíšková     | 81    | 13  |
| Alexa Guarachi       | Desirae Krawczyk      | 83    | 14  |
| Ljudmyla Kičenok     | Nadežda Kičenok       | 88    | 15  |
| Cori Gauff           | Catherine McNally     | 97    | 16  |

- 1 Ranking al 21 settembre 2020.

## Wildcard
Ai seguenti giocatori è stata assegnata una wildcard per accedere al tabellone principale.

### Singolare maschile
- Elliot Benchetrit
- Hugo Gaston
- Quentin Halys
- Antoine Hoang
- Maxime Janvier
- Harold Mayot
- Andy Murray
- Arthur Rinderknech

### Singolare femminile
- Eugenie Bouchard
- Clara Burel
- Elsa Jacquemot
- Chloé Paquet
- Pauline Parmentier
- Diane Parry
- Cvetana Pironkova
- Harmony Tan

### Doppio maschile
- Grégoire Barrère /  Quentin Halys
- Benjamin Bonzi /  Antoine Hoang
- Arthur Cazaux /  Harold Mayot
- Enzo Couacaud /  Albano Olivetti
- Corentin Denolly /  Kyrian Jacquet
- Hugo Gaston /  Ugo Humbert
- Manuel Guinard /  Arthur Rinderknech

### Doppio femminile
- Tessah Andrianjafitrimo /  Chloé Paquet
- Clara Burel /  Jessika Ponchet
- Alizé Cornet /  Pauline Parmentier
- Aubane Droguet /  Séléna Janicijevic
- Leylah Fernandez /  Diane Parry
- Amandine Hesse /  Harmony Tan
- Elsa Jacquemot /  Elixane Lechemia

## Qualificazioni
Le qualificazioni per i tabelloni principali si sono disputate dal 21 settembre 2020.

### Singolare maschile
1. Emilio Gómez
2. Pedro Martínez
3. Jurij Rodionov
4. Michael Mmoh
5. Marco Cecchinato
6. Steven Diez
7. Sebastian Korda
8. Jack Sock
9. Henri Laaksonen
10. Benjamin Bonzi
11. Tomáš Macháč
12. Liam Broady
13. Nikola Milojević
14. Daniel Altmaier
15. Aleksandar Vukic
16. Lorenzo Giustino

#### Lucky loser
1. Daniel Elahi Galán
2. Jason Jung
3. Marc Polmans

### Singolare femminile
1. Irina Bara
2. Sara Errani
3. Barbara Haas
4. Marta Kostjuk
5. Varvara Lepchenko
6. Monica Niculescu
7. Nadia Podoroska
8. Kamilla Rachimova
9. Mayar Sherif
10. Clara Tauson
11. Martina Trevisan
12. Renata Zarazúa

#### Lucky loser
1. Astra Sharma

## Ritiri
I seguenti giocatori sono stati ammessi di diritto nel tabellone principale, ma si sono ritirati a causa di infortuni o altri motivi.
Prima del torneo
Singolare maschile
- Kyle Edmund → sostituito da  Daniel Elahi Galán
- Roger Federer → sostituito da  Federico Coria
- Nick Kyrgios → sostituito da  Norbert Gombos
- Lucas Pouille → sostituito da  Kamil Majchrzak
- Milos Raonic → sostituito da  Jason Jung
- Jo-Wilfried Tsonga → sostituito da  Jaume Munar
- Fernando Verdasco → sostituito da  Marc Polmans

Singolare femminile
- Bianca Andreescu → sostituita da  Ljudmila Samsonova
- Ashleigh Barty → sostituita da  Stefanie Vögele
- Belinda Bencic → sostituita da  Astra Sharma
- Tatjana Maria → sostituita da  Maddison Inglis
- Naomi Ōsaka → sostituita da  Tamara Korpatsch
- Peng Shuai → sostituita da  Kaja Juvan
- Anastasija Potapova → sostituita da  Anna Kalinskaja
- Anastasija Sevastova → sostituita da  Margarita Gasparjan
- Samantha Stosur → sostituita da  Wang Xiyu → sostituita da  Vitalija D'jačenko
- Carla Suárez Navarro → sostituita da  Greet Minnen
- Taylor Townsend → sostituita da  Océane Dodin
- Wang Qiang → sostituita da  Barbora Krejčíková
- Wang Yafan → sostituita da  Anna-Lena Friedsam
- Zheng Saisai → sostituita da  Aljaksandra Sasnovič
- Zhu Lin → sostituita da  Katarina Zavac'ka

Durante il torneo
Singolare maschile
- Aljaž Bedene
- Roberto Carballés Baena

Singolare femminile
- Camila Giorgi
- Alison Van Uytvanck
- Serena Williams

## Tennisti partecipanti ai singolari
- Singolare maschile

| Campione                 | Campione                | Finalista                  | Finalista                   |
| ------------------------ | ----------------------- | -------------------------- | --------------------------- |
| Rafael Nadal [2]         | Rafael Nadal [2]        | Novak Đoković [1]          | Novak Đoković [1]           |
| Semifinalisti            |                         |                            |                             |
| Stefanos Tsitsipas [5]   | Stefanos Tsitsipas [5]  | Diego Schwartzman [12]     | Diego Schwartzman [12]      |
| Eliminati ai quarti      |                         |                            |                             |
| Pablo Carreño Busta [17] | Andrey Rublëv [13]      | Dominic Thiem [3]          | Jannik Sinner               |
| Eliminati al 4º turno    |                         |                            |                             |
| Karen Chačanov [15]      | Daniel Altmaier (Q)     | Márton Fucsovics           | Grigor Dimitrov [18]        |
| Lorenzo Sonego           | Hugo Gaston (WC)        | Alexander Zverev [6]       | Sebastian Korda (Q)         |
| Eliminati al 3º turno    |                         |                            |                             |
| Daniel Elahi Galán (LL)  | Cristian Garín [20]     | Roberto Bautista Agut [10] | Matteo Berrettini [7]       |
| Thiago Monteiro          | Kevin Anderson (PR)     | Roberto Carballés Baena    | Aljaž Bedene                |
| Taylor Fritz [27]        | Norbert Gombos          | Stan Wawrinka [16]         | Casper Ruud [28]            |
| Marco Cecchinato (Q)     | Federico Coria          | Pedro Martínez             | Stefano Travaglia           |
| Eliminati al 2º turno    |                         |                            |                             |
| Ričardas Berankis        | Tennys Sandgren         | Marc Polmans (LL)          | Jiří Veselý                 |
| Attila Balázs            | Guido Pella             | Jan-Lennard Struff [30]    | Lloyd Harris                |
| Albert Ramos Viñolas     | Marcos Giron            | Dušan Lajović [22]         | Alejandro Davidovich Fokina |
| Denis Shapovalov [9]     | Andrej Martin           | Nikola Milojević (Q)       | Pablo Cuevas                |
| Aleksandr Bublik         | Radu Albot              | Jurij Rodionov (Q)         | Lorenzo Giustino (Q)        |
| Dominik Koepfer          | Yoshihito Nishioka      | Tommy Paul                 | Jack Sock (Q)               |
| Pierre-Hugues Herbert    | Juan Ignacio Londero    | Benoît Paire [23]          | Benjamin Bonzi (WC)         |
| Michail Kukuškin         | John Isner [21]         | Kei Nishikori              | Mackenzie McDonald (PR)     |
| Eliminati al 1º turno    |                         |                            |                             |
| Mikael Ymer              | Hugo Dellien            | Cameron Norrie             | Hubert Hurkacz              |
| Philipp Kohlschreiber    | Ugo Humbert             | Liam Broady (Q)            | Kamil Majchrzak (PR)        |
| Richard Gasquet          | Yasutaka Uchiyama       | Salvatore Caruso           | John Millman                |
| Frances Tiafoe           | Feliciano López         | Alexei Popyrin             | Vasek Pospisil              |
| Daniil Medvedev [4]      | Adrian Mannarino        | Quentin Halys (WC)         | Nikoloz Basilašvili [31]    |
| Gianluca Mager           | Laslo Đere              | Harold Mayot (WC)          | Sam Querrey                 |
| Gilles Simon             | Steve Johnson           | João Sousa                 | Grégoire Barrère            |
| Filip Krajinović [26]    | Arthur Rinderknech (WC) | Henri Laaksonen (Q)        | Jaume Munar                 |
| Gaël Monfils [8]         | Emilio Gómez (Q)        | Jordan Thompson            | Tomáš Macháč (Q)            |
| Borna Ćorić [24]         | Jérémy Chardy           | Corentin Moutet            | Miomir Kecmanović           |
| Andy Murray (WC)         | Antoine Hoang (WC)      | Maxime Janvier (WC)        | Félix Auger-Aliassime [19]  |
| Yūichi Sugita            | James Duckworth         | Reilly Opelka              | Marin Čilić                 |
| Dennis Novak             | Michael Mmoh (Q)        | Federico Delbonis          | Alex de Minaur [25]         |
| Kwon Soon-woo            | Jason Jung (LL)         | Emil Ruusuvuori            | David Goffin [11]           |
| Fabio Fognini [14]       | Aleksandar Vukic (Q)    | Andreas Seppi              | Elliot Benchetrit (WC)      |
| Daniel Evans [32]        | Pablo Andújar           | Steven Diez (Q)            | Jahor Herasimaŭ             |

- Singolare femminile

| Campionessa                 | Campionessa             | Finalista                      | Finalista                |
| --------------------------- | ----------------------- | ------------------------------ | ------------------------ |
| Iga Świątek                 | Iga Świątek             | Sofia Kenin [4]                | Sofia Kenin [4]          |
| Semifinaliste               |                         |                                |                          |
| Nadia Podoroska (Q)         | Nadia Podoroska (Q)     | Petra Kvitová [7]              | Petra Kvitová [7]        |
| Eliminate ai quarti         |                         |                                |                          |
| Martina Trevisan (Q)        | Elina Svitolina [3]     | Danielle Collins               | Laura Siegemund          |
| Eliminate al 4º turno       |                         |                                |                          |
| Simona Halep [1]            | Kiki Bertens [5]        | Caroline Garcia                | Barbora Krejčíková       |
| Ons Jabeur [30]             | Fiona Ferro             | Shuai Zhang                    | Paula Badosa             |
| Eliminate al 3º turno       |                         |                                |                          |
| Amanda Anisimova [25]       | Eugenie Bouchard (WC)   | Maria Sakkarī [20]             | Kateřina Siniaková       |
| Ekaterina Aleksandrova [27] | Elise Mertens [16]      | Anna Karolína Schmiedlová (PR) | Cvetana Pironkova (WC)   |
| Aryna Sabalenka [8]         | Garbiñe Muguruza [11]   | Patricia Maria Țig             | Irina Bara (Q)           |
| Leylah Fernandez            | Clara Burel (WC)        | Petra Martić [13]              | Jeļena Ostapenko         |
| Eliminate al 2º turno       |                         |                                |                          |
| Irina-Camelia Begu          | Bernarda Pera           | Dar'ja Gavrilova (PR)          | Hsieh Su-wei             |
| Cori Gauff                  | Kamilla Rachimova (Q)   | Anastasija Pavljučenkova       | Sara Errani (Q)          |
| Renata Zarazúa (Q)          | Astra Sharma (LL)       | Aljaksandra Sasnovič           | Kaia Kanepi              |
| Viktoryja Azaranka [10]     | Julija Putinceva [23]   | Barbora Strýcová [32]          | Serena Williams [6]      |
| Dar'ja Kasatkina            | Nao Hibino              | Clara Tauson (Q)               | Kristýna Plíšková        |
| Elena Rybakina [14]         | Christina McHale        | Alison Van Uytvanck            | Ana Bogdan               |
| Jasmine Paolini             | Polona Hercog           | Kaja Juvan                     | Alizé Cornet             |
| Veronika Kudermetova        | Julia Görges            | Sloane Stephens [29]           | Karolína Plíšková [2]    |
| Eliminate al 1º turno       |                         |                                |                          |
| Sara Sorribes Tormo         | Jil Teichmann           | Catherine Bellis (PR)          | Tamara Korpatsch         |
| Dajana Jastrems'ka [24]     | Anna Kalinskaja         | Barbara Haas (Q)               | Markéta Vondroušová [15] |
| Johanna Konta [9]           | Camila Giorgi           | Shelby Rogers                  | Ajla Tomljanović         |
| Svetlana Kuznecova [28]     | Lauren Davis            | Mónica Puig                    | Katarina Zavac'ka        |
| Varvara Gračëva             | Elsa Jacquemot (WC)     | Anna Blinkova                  | Maddison Inglis          |
| Anett Kontaveit             | Anna-Lena Friedsam      | Marie Bouzková                 | Margarita Gasparjan      |
| Danka Kovinić               | Venus Williams          | Greet Minnen                   | Kirsten Flipkens         |
| Varvara Lepchenko (Q)       | Nina Stojanović         | Andrea Petković                | Kristie Ahn              |
| Jessica Pegula              | Harmony Tan (WC)        | Marta Kostjuk (Q)              | Zarina Dijas             |
| Jennifer Brady [21]         | Monica Niculescu        | Viktória Kužmová               | Tamara Zidanšek          |
| Sorana Cîrstea              | Heather Watson          | Stefanie Vögele                | Karolína Muchová [22]    |
| Donna Vekić [26]            | Rebecca Peterson        | Tímea Babos                    | Ljudmila Samsonova       |
| Océane Dodin                | Aliona Bolsova          | Diane Parry (WC)               | Magda Linette [31]       |
| Angelique Kerber [18]       | Arantxa Rus             | Chloé Paquet (WC)              | Madison Keys [12]        |
| Misaki Doi                  | Pauline Parmentier (WC) | Kristina Mladenovic            | Alison Riske [19]        |
| Vitalija D'jačenko          | Kateryna Kozlova        | Madison Brengle                | Mayar Sherif (Q)         |

## Campioni

### Senior

#### Singolare maschile
Rafael Nadal ha sconfitto in finale  Novak Đoković con il punteggio di 6–0, 6–2, 7–5.
- È il ventesimo titolo del Grande Slam per Nadal, il tredicesimo e il quarto consecutivo negli Open di Francia.

#### Singolare femminile
Iga Świątek ha sconfitto in finale  Sofia Kenin con il punteggio di 6–4, 6–1.
- È il primo titolo in carriera per Świątek.

#### Doppio maschile
Kevin Krawietz /  Andreas Mies hanno sconfitto in finale  Mate Pavić /  Bruno Soares con il punteggio di 6–3, 7–5.
- È il secondo titolo del Grande Slam per la coppia tedesca, che si riconferma campione dopo la vittoria dell'anno precedente.

#### Doppio femminile
Tímea Babos /  Kristina Mladenovic hanno sconfitto in finale  Alexa Guarachi /  Desirae Krawczyk con il punteggio di 6–4, 7–5.
- È il secondo titolo consecutivo a Parigi per la coppia, che diventano la prima coppia femminile a difendere il titolo dal 2009.

### Junior

#### Singolare ragazzi
Dominic Stricker ha sconfitto in finale  Leandro Riedi con il punteggio di 6–2, 6–4.

#### Singolare ragazze
Elsa Jacquemot ha sconfitto in finale  Alina Charaeva con il punteggio di 4–6, 6–4, 6–2.

#### Doppio ragazzi
Flavio Cobolli /  Dominic Stricker hanno sconfitto  Bruno Oliveira /  Natan Rodrigues con il punteggio di 6–2, 6–4.

#### Doppio ragazze
Eleonora Alvisi /  Lisa Pigato hanno sconfitto in finale  Maria Bondarenko /  Diana Shnaider con il punteggio di 7–6(3), 6–4.

### Tennisti in carrozzina

#### Singolare maschile carrozzina
Alfie Hewett ha sconfitto in finale  Joachim Gérard con il punteggio di 6–4, 4–6, 6–3.

#### Singolare femminile carrozzina
Yui Kamiji ha sconfitto in finale  Momoko Ohtani con il punteggio di 6–2, 6–1.

#### Quad singolare
Dylan Alcott ha sconfitto in finale  Andy Lapthorne con il punteggio di 6–2, 6–2.

#### Doppio maschile carrozzina
Alfie Hewett /  Gordon Reid hanno sconfitto in finale  Gustavo Fernández /  Shingo Kunieda con il punteggio di 7–6(4), 1–6, [10–3].

#### Doppio femminile carrozzina
Diede de Groot /  Aniek van Koot hanno sconfitto in finale  Yui Kamiji /  Jordanne Whiley con il punteggio di 7–6(2), 3–6, [10–8].

#### Quad doppio
Sam Schröder /  David Wagner hanno sconfitto in finale  Dylan Alcott /  Andy Lapthorne con il punteggio di 4–6, 7–5, [10–8].

## Punti e distribuzione dei premi in denaro

### Distribuzione dei punti
Di seguito le tabelle per ciascuna competizione, che mostrano i punti validi per il ranking per ogni evento.

#### Tornei uomini e donne
| Evento              | V     | F     | SF  | QF  | 4T  | 3T  | 2T | 1T   | Q    | Q3   | Q2   | Q1   |
| Singolare maschile  | 2 000 | 1 200 | 720 | 360 | 180 | 90  | 45 | 10   | 25   | 16   | 8    | 0    |
| Doppio maschile     | 2 000 | 1 200 | 720 | 360 | 180 | 90  | 0  | N.D. | N.D. | N.D. | N.D. | N.D. |
| Singolare femminile | 2 000 | 1 300 | 780 | 430 | 240 | 130 | 70 | 10   | 40   | 30   | 20   | 2    |
| Doppio femminile    | 2 000 | 1 300 | 780 | 430 | 240 | 130 | 10 | N.D. | N.D. | N.D. | N.D. | N.D. |

#### Carrozzina
| Evento         | V   | F   | SF   | QF   |
| Singolare      | 800 | 500 | 375  | 100  |
| Doppio         | 800 | 500 | 100  | N.D. |
| Quad Singolare | 800 | 500 | 100  | N.D. |
| Quad Doppio    | 800 | 100 | N.D. | N.D. |

#### Junior
| Evento            | V     | F   | SF  | QF  | 2T  | 1T   | Q    | Q3   |
| Singolare ragazzi | 1 000 | 600 | 370 | 200 | 100 | 45   | 30   | 20   |
| Singolare ragazze | 1 000 | 600 | 370 | 200 | 100 | 45   | 30   | 20   |
| Doppio ragazzi    | 750   | 450 | 275 | 150 | 75  | N.D. | N.D. | N.D. |
| Doppio ragazze    | 750   | 450 | 275 | 150 | 75  | N.D. | N.D. | N.D. |

### Montepremi
| Evento                  | V          | F        | SF       | QF       | 4T       | 3T       | 2T      | 1T      | Q3      | Q2      | Q1      |
| Singolare               | €1 600 000 | €800 000 | €425 250 | €283 500 | €189 000 | €126 000 | €84 000 | €60 000 | €25 600 | €16 000 | €10 000 |
| Doppio*                 | €319 652   | €188 030 | €110 606 | €65 062  | €38 272  | €23 920  | €14 950 | N.D.    | N.D.    | N.D.    | N.D.    |
| Singolare in carrozzina | €          | €        | €        | €        | N.D.     | N.D.     | N.D.    | N.D.    | N.D.    | N.D.    | N.D.    |
| Doppio in carrozzina*   | €          | €        | €        | N.D.     | N.D.     | N.D.     | N.D.    | N.D.    | N.D.    | N.D.    | N.D.    |

* per coppia